# Ћубаста патка
Ћубаста патка (лат. Aythya fuligula) мала је патка ронилица са величином популације око милион птица. Име врсте потиче од речи грч. aithuia, термина за непознату морску птицу помињану од стране Хесихуса и Аристотела и речи лат. fuligo, што значи "чађ" и речи лат. gula што значи "врат".

## Опис
Одрасли мужјак је скоро цео црне боје, сем на боковима који су бели, са плаво-сивим кљуном и јаркожутим очима. На глави је уочљив чуперак, по коме ова врста и носи име. Одрасла женка је браон боје са светијим боковима тела и јако лако се може помешати са осталим женкама рода Aythya. У неким случајевима, женка може имати бели прстен на лицу око кљуна, што је чини јако сличном морској црнки, мада белина никада није велика као код морске црнке. Женка се оглашава оштрим режањем карр, који се најчешће чује док птица лети. Мужјак је врло тих, али ако се огласи, то најчеће буде током ритуала удварања када се може чути звиждук уит-оо.
Мужјак ћубасте патке јако подсећа на мужјака морске црнке, од ког се разликује по присуству ћубе, црним леђима и другачијем оглашавању.
Ћубаста патка је обухваћена Споразумом о заштити афричко-азијских миграторних птица мочварица (AEWA).

## Распрострањење
Ћубаста патка се гнезди у већем делу умерене и северне Европе и Азије. Повремено се виђа на обалама САДа и Канаде. Верује се да је проширила ареал распрострањења повећањем досупности отворених вода услед вађења шљунка, због кога је дошло до ширења слатководних шкољки, омиљене јој хране. У Србији је присутна само у јужном Банату, на рибњаку Мала Врбица и са Власинског језера, са кога је позната из ранијих година, као места где се сигурно гнезди. Процењена величина популације за Србију је између 3 и 8 гнездећих парова. Ово је миграторна врста на целом ареалу распрострањења и зимске месеце проводи у топлијим деловима јужне и западне Европе, Азије. Формира велика мешовита и чиста јата на отвореним водама у току зиме.

## Станиште
Гнездилишта су јој близу мочвара и језера обрасла вегетацијом од које прави гнездо. Може се наћи у лагунама обала, обалама мора и обраслим барама.

## Храна
До хране долази искључиво роњењем, мада покекад покупи нешто са површине воде. Храни се мекушцима, воденим инсектима и неким воденим биљкама. Понекад се храни током ноћи.

## Галерија
- Одрасли мужјак
- Пачићи ћубасте патке
- Млади мужјаци ћубасте патке
- Мужјак ћубасте патке
- Женка ћубасте патке
- Јаја из музејске колекције
- Јато ћубастих патака од 1.600 птица, 16 јануар 2016.